# مطار عابدواق
مطار عابدواق (بالصومالية: Garoonka Diyaaradaha ee Caabudwaaq)‏ هو مطار يخدم مدينة عابدواق والمناطق المحيطة بها، بمحافظة جلجدود بوسطالصومال.

## نظرة عامة
كان المطار سابقا مجرد مهبط طائرات ترابي قريب من بلدة عابدواق.
سعى عدد من المغتربين الصوماليين لترميم المطار وتطويره، وبتمويل منهم أُطلق مشروع لبناء المطار في عام 2011. في يونيو 2012 ساهمت مؤسسة المرأة الصومالية الأمريكية (SAWF) أيضًا بمبلغ 70000 دولار في المشروع. 
وتم تعبيد مدرج الطائرات بالحصى بحلول يوليو 2012، ثم بُني مدرج جديد في يناير 2013.
وفقًا لمسؤول حكومي، فقد تم ترميم جميع مرافق المطار، إلا أن جناح المغادرة لا زال قيد الإنشاء منذ أكتوبر 2012. 
بدأ المطار استقبال الرحلات في 11 أكتوبر 2012. 
يخدم المطار ما معدله رحلتان في اليوم و 800 راكب في الشهر، في فبراير 2021 خضع المدرج لمشروع ترميم وتطوير تمهيدًا لرصفه باالإسفلت. 